# Daniel Casey (Schauspieler)
Daniel Casey (* 1. Juni 1972 in Stockton-on-Tees, Großbritannien) ist ein britischer Schauspieler, der durch seine Rolle des Detective Sgt. Gavin Troy in der britischen Krimiserie Inspector Barnaby („Midsomer Murders“) international bekannt wurde.

## Leben
Casey ist der Sohn des Fernsehjournalisten Luke Casey und wuchs in Stockton-on-Tees in Nordostengland auf. Mit 14 Jahren spielte er in einem Jugendtheater. An der Universität Durham besuchte er das Grey College und schloss im Fach Englische Literatur mit dem Grad eines BA (Bachelor of Arts) ab. Während des Studiums beschloss er, Schauspieler zu werden, und wurde auf einer mit einem Preis ausgezeichneten Theatertour entdeckt. Er erhielt die Rolle des Polizisten Anthony Cox in der neunteiligen BBC-Dramaserie Our Friends in the North, die 31 Jahre (1964–1995) aus dem Leben von vier Freunden aus Newcastle-upon-Tyne erzählt. Nach seinem Auftritt in Midsomer Murders spielte er den Feuerwehrmann Tony Barnes in der ITV-Feuerwehrserie Steel River Blues (2004).
Daniel Casey heiratete 2005 seine langjährige Freundin Ellie, das Paar hat zwei gemeinsame Söhne. 2010 ließen sie sich scheiden.

## Filmografie
- 1994: Für alle Fälle Fitz (Cracker, Fernsehserie, Folge 2x03)
- 1995: Harry (Fernsehserie, Folge 2x01)
- 1996: Our Friends in the North (Miniserie, 3 Folgen)
- 1996: Peak Practice (Fernsehserie, Folge 4x03)
- 1996–2007: The Bill (Fernsehserie, 3 Folgen)
- 1997: The Wingless Bird (Miniserie, 3 Folgen)
- 1997: A Touch of Frost (Fernsehserie, Folge 5x01)
- 1997: The Grand (Fernsehserie, 2 Folgen)
- 1997–2003, 2008: Inspector Barnaby (Midsomer Murders, Fernsehserie, 30 Folgen)
- 1999: Polterguests (Fernsehserie, Folge 1x06)
- 2003: Silent Witness (Fernsehserie, 2 Folgen)
- 2003: French & Saunders (French and Saunders, Fernsehserie, eine Folge)
- 2004: Murder in Suburbia (Fernsehserie, Folge 1x03)
- 2004: Steel River Blues (Fernsehserie, 7 Folgen)
- 2005: Hex (Fernsehserie, 2 Folgen)
- 2006–2011: Doctors (Fernsehserie, 4 Folgen)
- 2007: The Marchioness Disaster (Fernsehfilm)
- 2007: The Royal (Fernsehserie, Folge 6x12)
- 2009: M.I. High (Fernsehserie, Folge 3x12)
- 2010: George Gently – Der Unbestechliche (Inspector George Gently, Fernsehserie, Folge 3x01)
- 2011: Marchlands (Miniserie, 3 Folgen)
- 2012–2016: Casualty (Fernsehserie, 4 Folgen)
- 2013: Law & Order: UK (Fernsehserie, Folge 7x05)
- 2014: Under (Kurzfilm)
- 2016: Coronation Street (Fernsehserie, 5 Folgen)
- 2017: Theresa vs. Boris: How May Became PM (Fernsehfilm)
- 2017: EastEnders (Fernsehserie, 22 Folgen)
- 2018: Emmerdale (Fernsehserie, 9 Folgen)
- 2022: The Long Walk (Kurzfilm)

## Theater
- 1994: Dead Fish (Hull Truck Theatre Company)
- 2002: The Safari Party (Stephen Joseph Theatre)
- 2003: The Safari Party (Hampstead Theatre)
- 2006: On The Piste (Birmingham Repertoire Theatre)
- 2007: The Wings of The Dove (Stage Further Productions)
- 2007: The Flint Street Nativity (Liverpool Eversmann and Playhouse)
- 2009: A Number (Manchester Library Theatre)
- 2009: KES (Liverpool Playhouse/Touring Consortium)
- 2013: The Curious Incident Of The Dog in The Nighttime (National Theatre)
- 2015: The Curious Incident Of The Dog in The Nighttime (National Theatre)
- 2019: Abigail’s Party (ATG/Tour)
- 2019: Yes, Prime Minister (Theatre Clywd)
- 2020: Sleepless the Musical